# Opodiphthera loranthi
Opodiphthera loranthi är en fjärilsart som beskrevs av Lucas 1891. Opodiphthera loranthi ingår i släktet Opodiphthera och familjen påfågelsspinnare. Inga underarter finns listade i Catalogue of Life.